# يورغن هايل
يورغن هايل (بالألمانية: Jürgen Heil)‏ هو لاعب كرة قدم نمساوي في مركز الوسط، ولد في 4 أبريل 1997 في النمسا. لعب مع نادي هارتبيرغ.

## وصلات خارجية
- يورغن هايل على موقع قاعدة بيانات كرة القدم.إي يو (الإنجليزية)
- يورغن هايل على موقع Soccerway.com (الإنجليزية)
- يورغن هايل على موقع عالم كرة القدم.نت (الإنجليزية)